# Echeveria pulidonis
Espèce
Echeveria pulidonis est une espèce de plantes succulentes de la famille des Crassulacées originaire du Mexique.